# Cuminum cyminum
El comino es una planta herbácea perteneciente a la familia Apiaceae (antes umbelíferas) cuyas semillas aromáticas  se usan como especia. Originaria de la cuenca del Mediterráneo, y ahora  difundida  también por América, es una planta con importancia histórica. 
Sus semillas (cada una contenida dentro de una fruta, que se seca), se utilizan para dar sabor a las cocinas de muchas culturas diferentes y están disponibles tanto enteras como molidas. Además, el comino también se utiliza como planta medicinal, como digestivo, así como para aumentar el hierro en sangre en caso de anemia y reducir los síntomas del resfriado común.

## Descripción de la planta
El comino es una planta anual que puede llegar a alcanzar una altura de 60 a 90 cm, con hojas largas y finas, flores pequeñas, blancas o rosadas agrupadas en umbelas, cuyas semillas de figura fusiforme constituyen también una especia con el mismo nombre.

## La especia

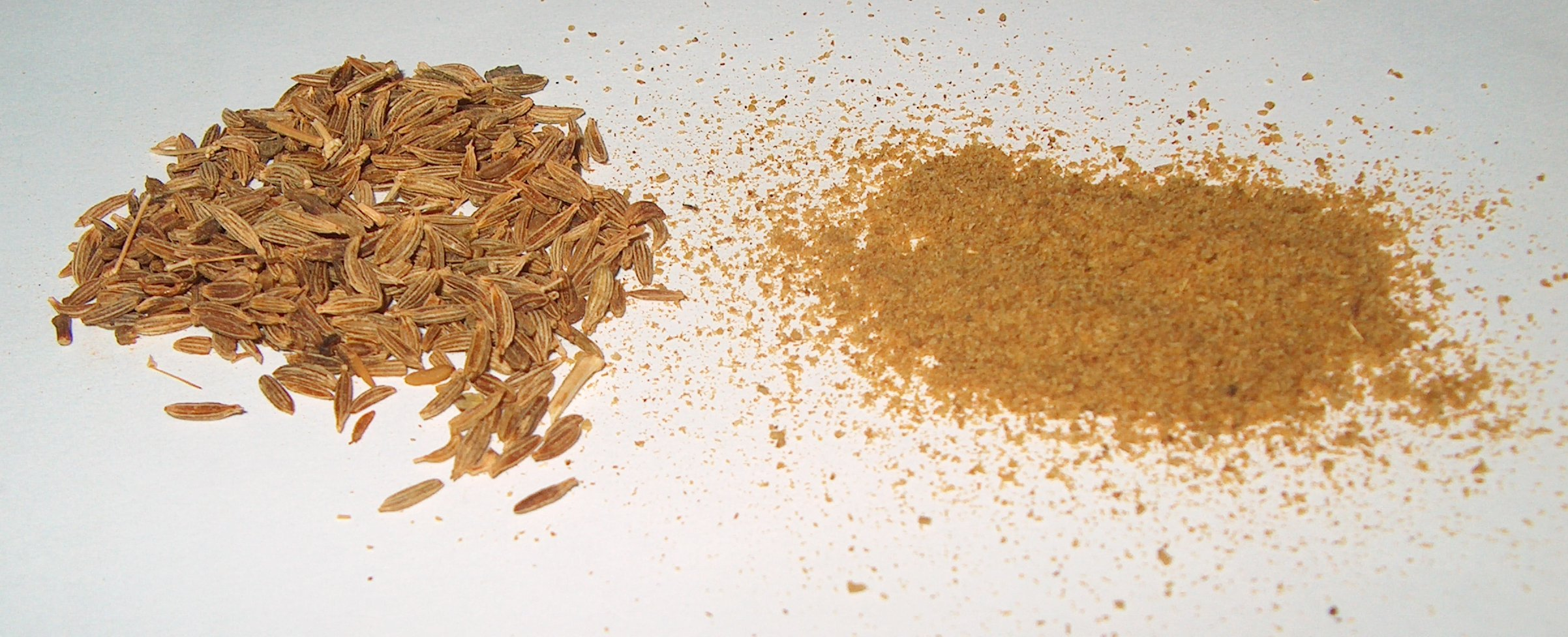
Polvos de comino como especia.

El comino tiene un característico sabor amargo y un olor fuerte y dulzón gracias a su alto contenido en aceites. Se asocia a la cocina hindú por estar presente en el curry, y a otras cocinas  (norteafricana, guatemalteca, paraguaya y en su minoría la mexicana), aunque su uso está muy extendido en España, especialmente en la cocina del sudeste español. Los cominos constituyen el núcleo básico, majados entre los ajos, de los mojos canarios.

## Historia
El comino se ha utilizado desde la antigüedad. Las semillas excavadas en India se han datado en el segundo milenio antes de Cristo. Las semillas de comino también se han referido a varias clases sociales del Nuevo Reino en yacimientos arqueológicos de los antiguos egipcios. En el Cultura del Antiguo Egipto, el comino se utilizaba como condimento y como conservante en el embalsamamiento.
El uso medicinal del comino lo demuestra su presencia en la Capitulare de villis vel curtis imperii, una orden emitida por Carlomagno que reclama a sus campos para que cultiven una serie de hierbas y condimentos incluyendo las "ciminum" identificada actualmente como Cuminum cyminum.
El comino fue en la Antigua Creta una importante especia para la civilización minoica. Los ideogramas para el comino aparecen en los archivos Gramónico B, donde se documentan en los almacenes de los palacios minoicos, durante el último período de la civilización minoica.

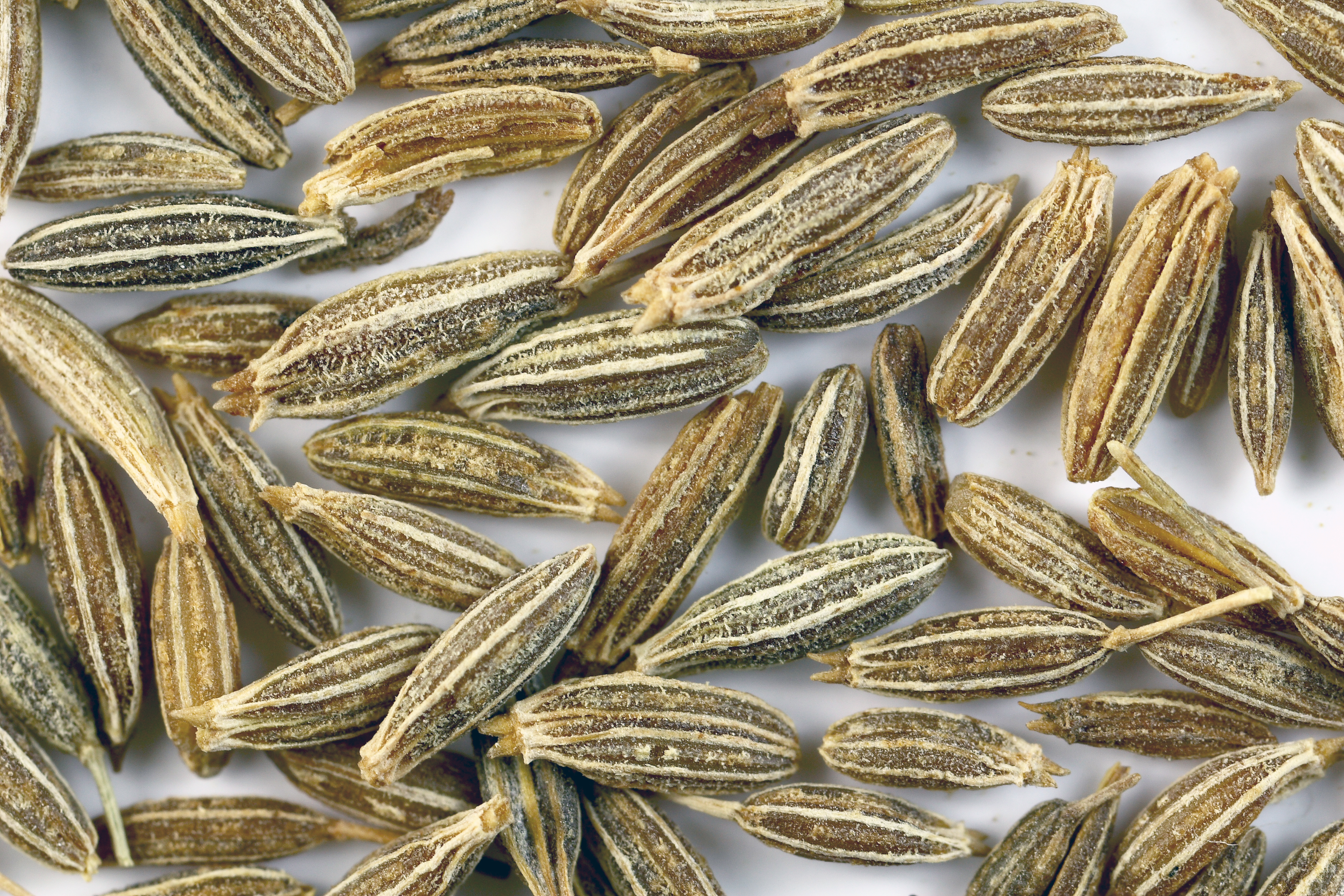
Semillas de comino Cuminum cyminum. Tamaño de unos 5 mm.

Cultivado originalmente en Irán y la región mediterránea. El comino se menciona en la Biblia, tanto en el Antiguo Testamento (Isaías 28:27)  como en el Nuevo Testamento (en Mateo 23:23). Los antiguos griegos guardaban el comino en la mesa, en su propio recipiente (como hoy se suele guardar la pimienta) y esta práctica aún continúa en Marruecos.  El comino también se utilizaba mucho en la cocina de la Roma Arcaica. En la India, se ha utilizado durante miles de años como ingrediente tradicional en innumerables kormas, masalas, sopas y es la base de muchas otras mezclas de especias.
El comino fue introducido en América por los colonos españoles y portugueses. Existen varios tipos diferentes de comino, pero los más conocidos son el comino negro y el comino verde; ambos tipos se utilizan en la cocina persa.
En la actualidad, la planta se cultiva principalmente en la India, Uzbekistán, Tayikistán, Irán, Turquía, Marruecos, Egipto, Siria, México, Chile y China. Dado que el comino se utiliza como ingrediente para aves de compañía y se exporta a muchos países, la planta puede aparecer ocasionalmente como planta rara en muchas zonas, incluida Gran Bretaña. El comino aparece ocasionalmente en las islas británicas, principalmente en el sur de Inglaterra; sin embargo, su incidencia ha disminuido considerablemente. Según el Atlas más reciente de la Sociedad Botánica de las Islas Británicas, desde 2000 sólo se ha confirmado un registro.

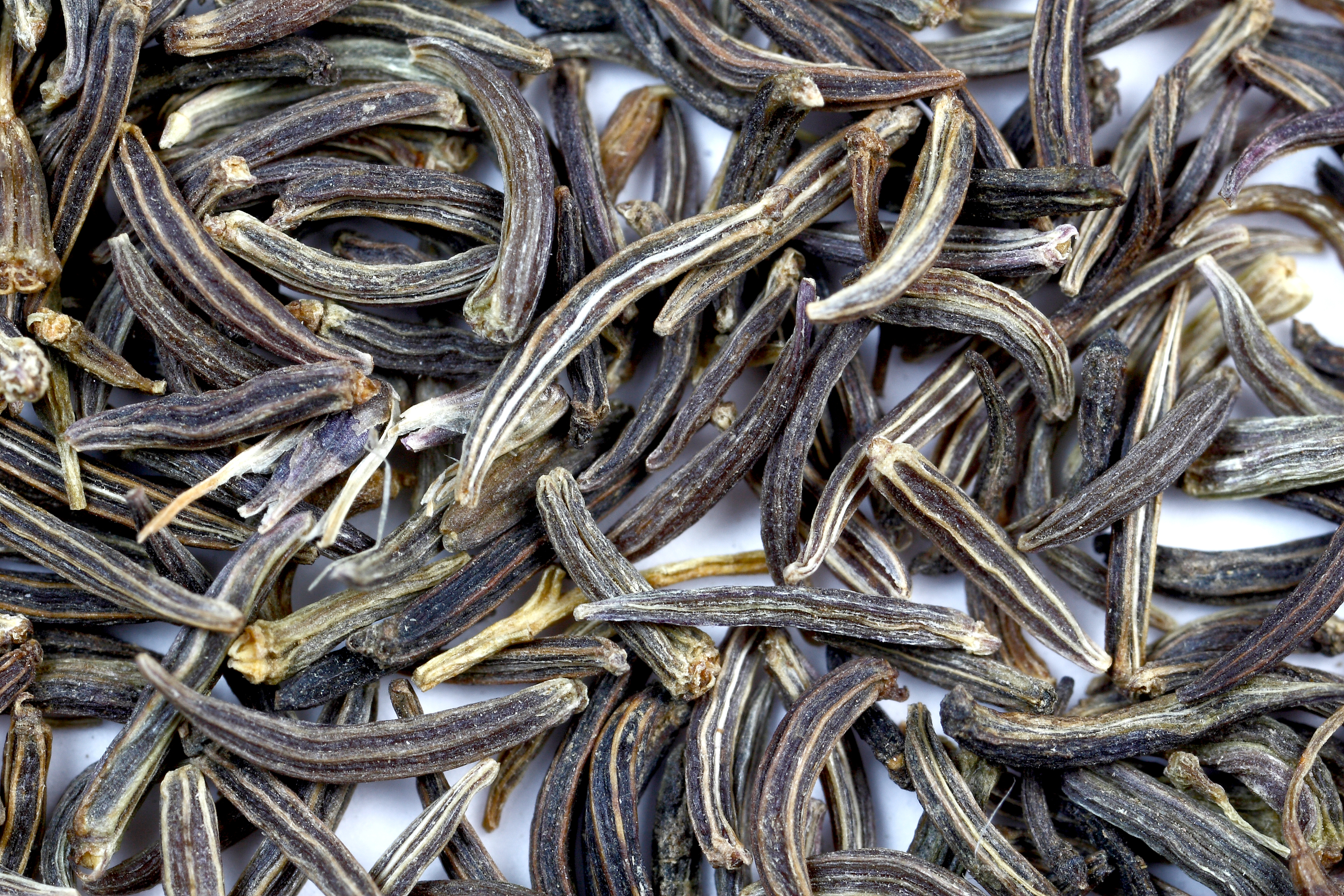
Semillas de Bunium bulbocastanum, parecidas a la del Cuminum cyminum.

## Propiedades
Es estomacal, carminativo y sedante con efectos parecidos a los del hinojo, anís o alcaravea. Su aceite esencial provoca relajación muscular. Galactogoga se recomienda infusiones para acrecentar la leche en las madres lactantes.
Se parece a la alcaravea.
Principios activos: contiene aceite esencial (2-4%), rico en aldehído cumínico (25-35%), terpenos (pineno, terpineol); flavonoides: derivados del luteolol y apigenol.
Indicaciones: usado como diurético, aperitivo, eupéptico, carminativo, espasmolítico, estrogénico, galactógeno, antihelmíntico, ligeramente hipoglucemiante y sedante. Indicado para inapetencia, meteorismo, dispepsias hiposecretoras, espasmos gastrointestinales, diarreas, lactancia, diabetes, hipomenorrea, dismenorrea, parasitosis intestinales (antihelmíntico).
En la antigüedad se lo usaba para cicatrizar heridas (Talmud Babilónico 133A)
Contraindicado con hiperestrogenismo. Abstenerse de prescribir aceites esenciales por vía interna durante el embarazo, la lactancia, a niños menores de seis años o a pacientes con gastritis, úlceras gastroduodenales, síndrome del intestino irritable, colitis ulcerosa, enfermedad de Crohn, hepatopatías, epilepsia, Parkinson u otras enfermedades neurológicas. No administrar, ni aplicar tópicamente a niños menores de seis años ni a personas con alergias respiratorias o con hipersensibilidad conocida a este u otros aceites esenciales. El aceite esencial es fotosensibilizante: evitar la exposición al sol si se aplica tópicamente. En dosis elevadas tiene un efecto neurotóxico.

## Reproducción del comino
El comino es una especie diploide con 14 cromosomas (es decir, 2n = 14). Los cromosomas de las distintas variedades presentan similitudes morfológicas y no hay una variación distintiva en longitud y volumen. En la naturaleza, la reproducción es por polinización, que suele estar mediada por abejas. La mayoría de las variedades disponibles hoy en día son opciones. La variabilidad en el rendimiento y el rendimiento de los componentes es alta. Las variedades se desarrollaron por apareamiento de hermanos en cámaras cerradas o por biotecnología. El comino es polinizador cruzado, es decir, las razas ya son híbridas. Por lo tanto, el método utilizado para la reproducción son las réplicas de laboratorio '(in vitro), las tecnologías de ADN y la transferencia de genes. El cultivo (in vitro) de comino en laboratorio permite producir plantas genéticamente idénticas. Las principales fuentes de esquejes utilizados en las regeneraciones in vitro son embriones, hipocótilos, entrenudos de brotes, hojas y cotiledones. Uno de los objetivos de la mejora genética del comino es mejorar la resistencia al estrés biótico (enfermedades fúngicas) y abiótico (frío, sequía, salinidad).  El potencial de diversidad genética para el cultivo convencional de comino es limitado y la investigación sobre su genética es escasa.

## Usos culinarios
El comino se puede utilizar en grano (semillas) o molido, siendo como en todas las especias recomendable su molienda justo antes de su utilización. Estos granos son tan pequeños que forman parte de las expresiones en idioma español con la frase popular "Me importa un comino" para ofrecer la idea de algo poco importante. El sabor que aporta a los platos proviene fundamentalmente de su aroma, por lo que si se utiliza en grano suele ser habitual tostar las semillas para que los aceites esenciales expresen toda su fuerza.
Es un componente clásico e imprescindible en mezclas tradicionales de especias como el Ras el hanut, el Curry en polvo, la Chermoula, el Tandoori Masala o el Advié.
El comino es ampliamente utilizado como especia en la cocina tradicional española, como por ejemplo en la morcilla de Aranda o en la Morcilla de Burgos. En las Islas Canarias forma parte esencial de su aderezo más característico, los mojos canarios, tanto el llamado mojo rojo como en el mojo verde preparado con perejil o cilantro. El comino es muy utilizado en guisos, bien como ingrediente propio del potaje o complementándolo como ocurre con el Cocido madrileño, plato en el que los garbanzos tradicionalmente se han servido acompañados de una "salsa de cominos", preparada con tomate, granos de comino (cominos) y caldo de la sopa, en la creencia popular de que este moje tiene propiedades digestivas que ayudan al comensal que trasiega un plato tan contundente preparado con legumbres. También puede ser utilizado como ingrediente en la elaboración del gazpacho andaluz. Asimismo, forma parte esencial del sabor característico de las Berenjenas de Almagro.
Entre las muchas recetas de todo el mundo en las que el comino interviene como ingrediente figuran: Salmorejo de Conejo, Hummus, Patatas Bombay (receta de Jamie Oliver), Crema de calabaza, Cazón en adobo, callos con garbanzos, Tajine de pescado (Samkeh tajine), Falafel, Potaje de vigilia con bacalao, Baba ganush, Chimichanga mexicana, Papas arrugadas con mojo picón, Anticuchos de corazón a la criolla, Picante de cuy al estilo Huaraz, Cous Cous de cordero, Atún a la rebusca, Carne ranchera o Chupe cusqueño y las empanadas argentinas y chilenas.
Es también la especia protagonista de las Patatas en Caldillo, plato tradicional manchego.

## Perfil aromático
El sabor característico del comino y su aroma fuerte y cálido se deben a los aceites esenciales que contiene. Los principales componentes de los compuestos del perfume son el cuminaldehído (un prometedor agente de agregación de la alfa-sinucleína) y el alcohol cumínico. Otros compuestos aromatizantes importantes del comino tostado son las pirazinas sustituidas, la 2-etoxi-3-isopropilpirazina (2-etoxi-3-isopropilpirazina), la 2-metoxi-3-'sec-butilpirazina y la 2-metoxi-3-metilpirazina (2-metoxi-3-metilpirazina). Otros ingredientes son gamma-terpineno, safranal, p-cimeno y beta-pineno.  

## Taxonomía
Cuminum cyminum fue descrita por Carlos Linneo y publicado en Species Plantarum 1: 254. 1753.
Citología
El número de cromosomas de Cuminum cyminum (Fam. Umbelliferae) y táxones infraespecíficos (Cuminum cyminum L.) es 2n=14.
Sinonimia
- Cuminum hispanicum Mérat ex DC.
- Cuminum odorum Salisb.
- Cuminum officinale Garsault
- Cyminon longeinvolucellatum St.-Lag.
- Ligusticum cuminum Crantz
- Luerssenia cyminum (L.) Kuntze[19]
- Cuminia cyminum J.F.Gmel.
- Cuminum aegyptiacum Mérat ex DC.
- Cuminum sativum J.Sm.
- Selinum cuminum E.H.L.Krause[20]

## Nombre común
- alcamonia, comino, comino concrto, comino gordo  comino hortense, comino real, comino estambul.[19]